# Slør (álbum de Eivør)
Slør es el decimoquinto álbum de estudio de Eivør, a diferencia de otros álbumes anteriores, este destaca por tener sus canciones en feroés. 

## Lista de canciones
| N.º | Título                                     | Duración |  |
| 1.  | «Silvitni (Calma)»                         | 3:37     |  |
| 2.  | «Brotin (Roto)»                            | 4:21     |  |
| 3.  | «Salt (Sal)»                               | 5:15     |  |
| 4.  | «Mjørkaflókar (Bancos de niebla)»          | 4:07     |  |
| 5.  | «Petti Fyri Petti (Parte por parte)»       | 4:05     |  |
| 6.  | «Røttu Skógvarnir (Los zapatos correctos)» | 4:59     |  |
| 7.  | «Í Tokuni (En la bruma)»                   | 3:50     |  |
| 8.  | «Verð Mín (Mi mundo)»                      | 3:38     |  |
| 9.  | «Slør (Velo)»                              | 4:19     |  |
| 10. | «Trøllabundin (Hechizo)»                   | 4:19     |  |

## Producción
- Grabado por Studio Bloch y Bunkarin, Tórshavn, Moremax Studio, Copenhague
- Masterizado por Black Saloon Studios, Londres